# 德西·鲍特瑟
德西爾·德拉諾·「德西」·鲍特瑟（荷蘭語發音：[ˈbɑutərsə]；1945年10月13日—2024年12月23日）是苏里南政治家，军人，曾任苏里南总统。
鲍特瑟同时拥有黑人、荷兰人、印第安人、法国人和华人的血统。作为一名中士，他在1980年发动名为“中士政变”的暴力政变，推翻时任总理亨克·阿龙及其政府，并在1980－1987年的大部分时间控制着这个国家，担任国家军事委员会主席。在此期间，苏里南发生了震惊世界的十二月屠杀，使得其前宗主国荷兰断绝了一切经济援助。在1987年苏里南政治民主化后，鲍特瑟对民选政府不满，在1990年底再次解散政府，被称为“电话政变”。
后来作为国家民主党领袖，鲍特瑟于2010年7月19日当选为苏里南总统，2010年8月12日宣誓就职。
鲍特瑟在1999年7月被荷兰一家法庭缺席判决11年徒刑，罪名是走私474千克的可卡因。他一直否认有关指控。鲍特瑟还被广泛认为是苏里南贩毒集团的首脑，该集团在80和90年代曾大量运输产自巴西和苏里南的可卡因进入荷兰。欧洲刑警组织在1999年对其发出逮捕令，至今依然有效。由于对他的指控是在他成为总统之前成立的，因此他在国际上并没有司法豁免权。
他的儿子迪诺·鲍特瑟在2005年面对非法贩运毒品及武器的罪名下，意图使用假护照入境库拉索不果，被判8年有期徒刑，2013年迪諾在使用一本外交护照抵达巴拿马城后再次被美国缉毒局的特工逮捕，被引渡至纽约受审，最终被判16年有期徒刑，罪名是企图向黎巴嫩真主党提供训练基地，走私毒品与洗黑钱。